# Arlamivska Volea, Mostîska
Arlamivska Volea (în ucraineană Арламівська Воля) este o comună în raionul Mostîska, regiunea Liov, Ucraina, formată numai din satul de reședință.

## Demografie
Componența lingvistică a comunei Arlamivska Volea
     Ucraineană (100%)
Conform recensământului din 2001, toată populația comunei Arlamivska Volea era vorbitoare de ucraineană (100%).